# ديفيد خان
ديفيد خان هو سياسي كندي، ولد في 1975. حزبياً، نشط في الحزب الليبيرالي الألبرتي.